# Tribunal administratif fédéral (Allemagne)
Pour les articles homonymes, voir Tribunal administratif fédéral.
Vous pouvez aider à l'améliorer ou bien discuter des problèmes sur sa page de discussion.
- Il ne cite pas suffisamment ses sources. Vous pouvez indiquer les passages à sourcer avec {{référence nécessaire}} ou {{Référence souhaitée}}, et inclure les références utiles en les liant aux notes de bas de page. (Marqué depuis avril 2022)
- Il est à actualiser. Certains passages sont obsolètes ou annoncent des événements désormais passés. (Marqué depuis avril 2022)

- Archive Wikiwix
- Bing
- Cairn
- DuckDuckGo
- E. Universalis
- Gallica
- Google
- G. Books
- G. News
- G. Scholar
- Persée
- Qwant
- (zh) Baidu
- (ru) Yandex
- (wd) trouver des œuvres sur Wikidata

Le Tribunal administratif fédéral (en allemand : Bundesverwaltungsgericht), est l'instance suprême des juridictions administratives fédérales allemandes, régies par la loi sur la juridiction administrative. Son siège est à Leipzig, dans les anciens bâtiments de justice du Reich.

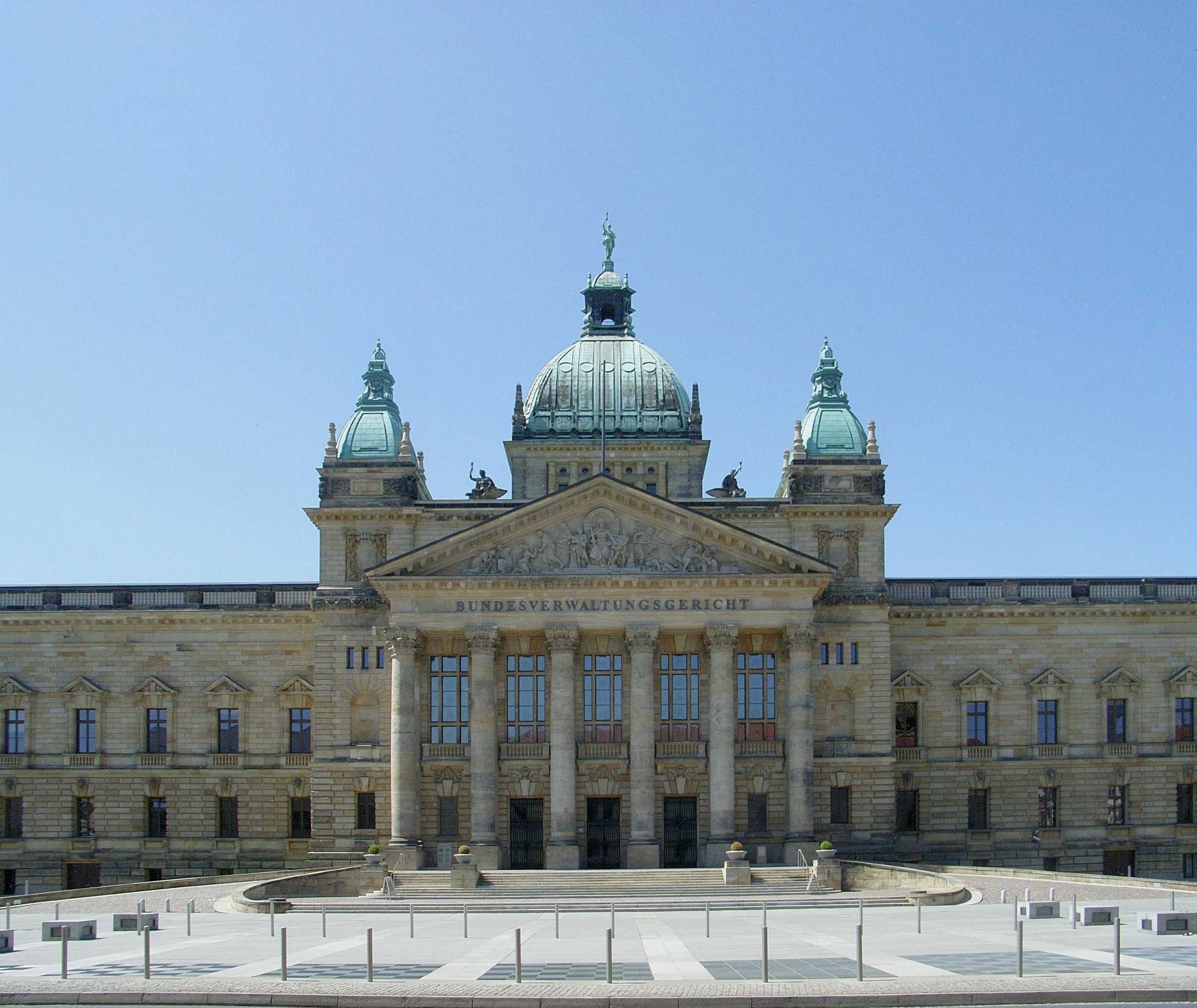
Entrée principale

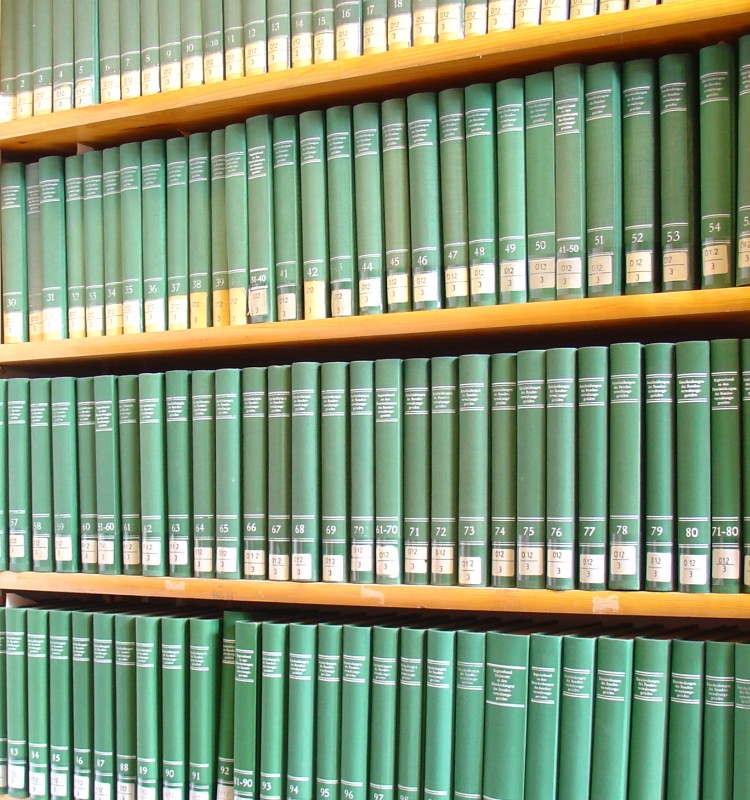
Recueils des décisions du tribunal administratif fédéral

## Histoire
Le tribunal administratif fédéral est fondé le 23 septembre 1952 sur le fondement de l'article 95 paragraphe premier de la Loi fondamentale de la République fédérale d'Allemagne mise en application par la loi du 23 septembre 1952 (Bundesgesetzblatt I, page 625). Le siège du tribunal se trouvait d'abord à Berlin. Depuis le 8 juin 1953, le tribunal administratif fédéral était installé dans l'ancien bâtiment du tribunal administratif de Prusse. La décision d'installer le tribunal administratif fédéral à Berlin était controversé pour les forces alliées, surtout pour l'URSS. Cela eut pour conséquence le déplacement, lors du réarmement de la RFA, des chambres compétentes pour les affaires liées au service militaire. Depuis le déplacement du tribunal administratif fédéral de Berlin à Leipzig, ces chambres résident aussi à Leipzig. Leipzig a été désigné comme siège du tribunal administratif fédéral par la loi du 21 novembre 1997.

## Organisation du tribunal et des chambres

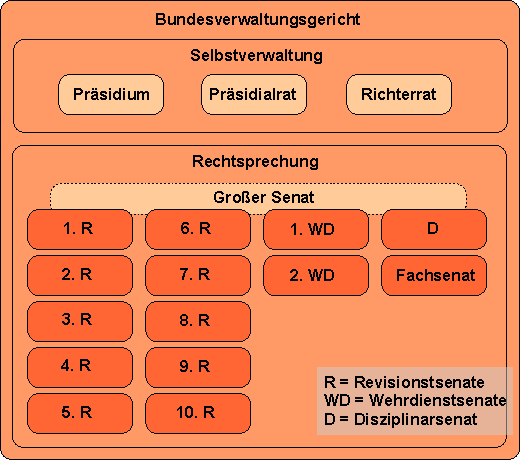
Organisation du tribunal administratif fédéral

Le tribunal administratif fédéral est composé de 14 chambres, dont 10 chambres d'appel, 2 chambres compétentes pour les affaires relatives au service militaire, une chambre de discipline, et une chambre de section. 5 à 7 juges professionnels siègent en chambre d'appel, 4 juges professionnels en chambre de discipline, 3 juges professionnels en chambre du service militaire. 64 juges professionnels siègent au total au tribunal administratif fédéral.

## Présidents et vice-présidents
| no | Nom                           | Début du mandat  | Fin du mandat     |
| -- | ----------------------------- | ---------------- | ----------------- |
| 1  | Ludwig Frege (1884–1964)      | 29 mars 1953     | 31 décembre 1954  |
| 2  | Hans Egidi (1890–1970)        | 29 avril 1955    | 30 juin 1958      |
| 3  | Fritz Werner (1906−1969)      | 18 juillet 1958  | 26 décembre 1969  |
| 4  | Wolfgang Zeidler (1924–1987)  | 15 juin 1970     | 7 novembre 1975   |
| 5  | Walther Fürst (1912–2009)     | 19 août 1976     | 29 février 1980   |
| 6  | Horst Sendler (1925–2006)     | 1er mars 1980    | 30 juin 1991      |
| 7  | Everhardt Franßen (* 1937)    | 1er juillet 1991 | 30 septembre 2002 |
| 8  | Eckart Hien (* 1942)          | 1er octobre 2002 | 31 mai 2007       |
| 9  | Marion Eckertz-Höfer (* 1948) | 1er juin 2007    | en fonction       |

| n° | Nom                              | Début du mandat    | Fin du mandat     |
| -- | -------------------------------- | ------------------ | ----------------- |
| 1  | Helmut R. Külz (1903–1985)       | 23 décembre 1970   | 31 juillet 1971   |
| 2  | Walther Fürst (1912–2009)        | 16 novembre 1971   | 18 août 1976      |
| 3  | Horst Sendler (1925–2006)        | 19 août 1976       | 29 février 1980   |
| 4  | Johannes Oppenheimer (1918–2007) | 1er mars 1980      | 31 juillet 1986   |
| 5  | Günter Zehner (1923–2002)        | 1er août 1986      | 31 août 1990      |
| 6  | Otto Schlichter (1930–2011)      | 1er septembre 1990 | 30 septembre 1993 |
| 7  | Ingeborg Franke (* 1935)         | 1er octobre 1993   | 31 mai 2000       |
| 8  | Eckart Hien (* 1942)             | 22 juin 2000       | 30 septembre 2002 |
| 9  | Marion Eckertz-Höfer (* 1948)    | 1er octobre 2002   | 31 mai 2007       |
| 10 | Michael Hund (* 1946)            | 1er juin 2007      | 31 octobre 2011   |
| 11 | Klaus Rennert (* 1955)           | 21 novembre 2012   | en fonction       |